# Ice Cube
О'Ші Джексон-старший (англ. O'Shea Jackson Sr.; нар. 15 червня 1969, Лос-Анджелес, Каліфорнія, США), відоміший під псевдонімом Айс К'юб (англ. Ice Cube; укр. Кубик льоду) — американський репер, актор, сценарист, режисер і композитор. Один з творців гангста-репу. Колишній учасник легендарної реп-групи N.W.A. Його тексти в альбомі N.W.A 1988 року Straight Outta Compton сприяли широкій популярності гангста-репу, а його сольні альбоми політичного репу AmeriKKKa's Most Wanted (1990), Death Certificate (1991) і The Predator (1992) були критично та комерційно успішними. Він також мав активну кінокар'єру з початку 1990-х. 2016 року він був включений до Зали слави рок-н-ролу як член N.W.A.

## Раннє життя

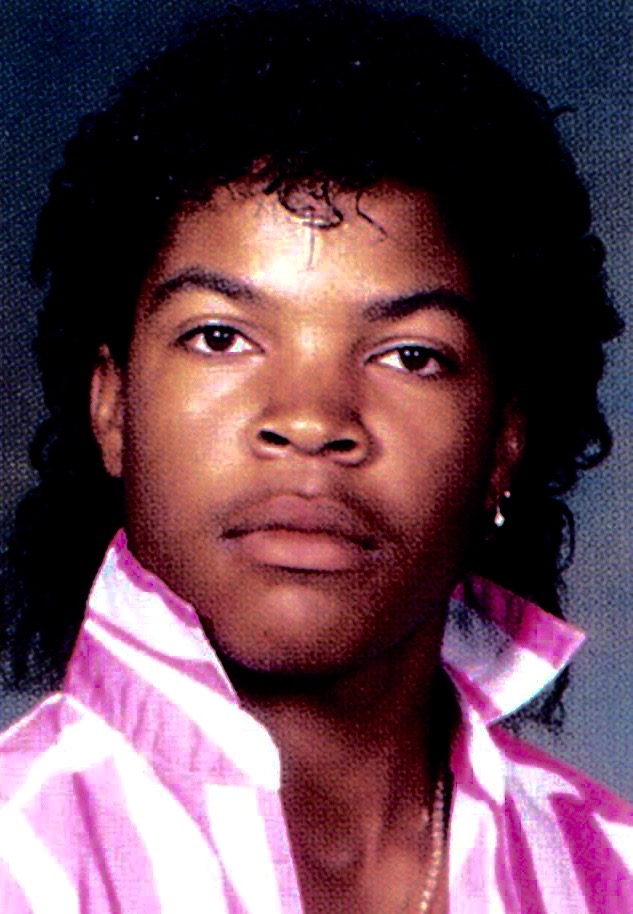
Ice Cube в старшій школі, 1987 рік

О'Ші Джексон-старший народився 15 червня 1969 року в Лос-Анджелесі в сім'ї Доріс, клерка лікарні та сторожа, та Осії Джексона, машиніста та доглядача UCLA. У нього є старший брат, і у них була зведена сестра, яку вбили, коли Кьюбу було 12 років.
У дев'ятому класі підготовчої середньої школи Джорджа Вашингтона в Лос-Анджелесі К'юб почав писати реп після того, як його друг «Kiddo» кинув виклик йому на уроці машинопису. Кіддо програв. Пояснюючи своє сценічне ім'я, К'юб натякає на свого старшого брата: «Він погрожував вдарити мене в морозильну камеру і витягнути звідти, коли я вже був би кубиком льоду. Я тільки почав використовувати це ім'я, і воно просто прижилося».
Він також відвідував середню школу Вільяма Говарда Тафта у Вудленд-Гіллз, штат Каліфорнія. Його відвезли автобусом за 40 миль до приміської школи від його дому в районі з високим рівнем злочинності. Незабаром після того, як він написав і записав кілька місцевих успішних реп-пісень з N.W.A, він виїхав до Аризони, щоб вступити до Технологічного інституту Фінікса в осінньому семестрі 1987 року. 1988 року, отримавши диплом архітектурного креслення, він повернувся до Лос-Анджелеса та знову приєднався до N.W.A, але залишив кар'єру архітектора як запасний план.

## Музична кар'єра

### Початок кар'єри
У 1986 році разом із другом, Sir Jinx, Айс К'юб заснував реп-гурт C.I.A. і виступав на вечірках, організованих Dr. Dre.

### У складі N.W.A.
У 1986 році Ice Cube і Dr. Dre випустили сингл My Posse, в складі C.I.A.. Після цього Ice Cube показав Eazy-E текст пісні Boyz-N-The-Hood. Eazy-E, хоча і відмовлявся від пісень, але в кінцевому підсумку вони записали пісню для альбому N.W.A. and the Posse.
З цього моменту Ice Cube став повноправним членом групи N.W.A разом з Dr. Dre і MC Ren. Він писав тексти для альбому Straight Outta Compton, що вийшов у 1988 році. Однак, 1990 року між Ice Cube і Джеррі Хеллером, менеджером групи, виникли суперечності з приводу менеджменту групи, внаслідок чого він пішов з N.W.A.
Cube також написав більшу частину дебютного альбому Eazy-E Eazy-Duz-It. Він отримав загальну зарплату в розмірі 32,000 доларів, а контракт, який Хеллер представив у 1989 році, не підтверджував, що він був офіційним членом N.W.A. Після того, як у грудні залишив групу та її лейбл Ruthless Records, Cube подав до суду на Хеллера, і пізніше позов було врегульовано в позасудовому порядку. У відповідь учасники N.W.A атакували К'юба на EP 1990 року 100 Miles and Runnin' і на наступному й останньому альбомі N.W.A, Niggaz4Life, у 1991 році.

### Сольна кар'єра
Після виходу з групи Ice Cube був підданий жорстким дисам з боку N.W.A, що звинувачували його в позерстві й багатьох інших речах. Однак після запису і публічного виконання відпов диса «No Vaseline», N.W.A вже не змогли сказати у відповідь слова. У лютому 1990 року Ice Cube записав свій дебютний сольний альбом в Лос-Анджелесі разом з Bomb Squad. Альбом Amerikkka's Most Wanted вийшов у травні 1990 року і миттєво став хітом. Його звинуватили у жінконенависництві та расизмі. 1991 року вийшов альбом Death Certificate. Його розглядали як цілеспрямованіший, але ще більш спірний альбом. І критики знову звинуватили його в расизмі, жінконенависництві й антисемітизмі.
Наступний його альбом, The Predator вийшов в листопаді 1992 року, який був записаний на тлі заворушень в Лос-Анджелесі 1992 року. Він дебютував під номером один у чарті Billboard 200, продавши 193,000 копій за перший тиждень. Альбом став найуспішнішим релізом в музичній кар'єрі Ice Cube, був розпроданий більш ніж трьома мільйонами копій у США і породив популярні сингли «It Was A Good Day» і «Check Yo' Self». Однак, після The Predator, реп-аудиторія Ice Cube повільно почала зменшуватися.
Альбом Lethal Injection, який вийшов наприкінці 1993 року і являв собою треки в стилі джі-фанк, не був добре прийнятий критиками. 1994 року він взяв паузу в музичній творчості й зосередився на висунення і розвитку інших реперів, таких як Mack 10, Mr. Short Khop і Kausion. 1992 року Ice Cube возз'єднався з колишнім членом N.W.A. — Dr. Dre, ми це можемо побачити в кліпі Dr. Dre — «Let Me Ride». У 1995 Ice Cube і Dr. Dre разом записали трек «Natural Born Killaz». Ice Cube, Mack 10 і WC утворили тріо під назвою Westside Connection і випустили 2 альбоми, Bow Down у 1996 і Terrorist Threats у 2003 році.
У 1998 році К'юб випустив свій довгоочікуваний сольний альбом War & Peace Vol. 1 (The War Disc). 1998 року він брав участь у написанні та виконанні пісні «Children of the Korn», ню-метал-групи Korn, яка увійшла до альбому Follow the Leader.
War & Peace Vol. 2 (The Peace Disc) вийшов у 2000 році. Також, в цьому року він взяв участь в турі «Up In Smoke Tour» разом з Eminem, Dr. Dre, Snoop Dogg і Xzibit.
Ці альбоми містять гостьові куплети від Westside Connection і колишніх учасників N.W.A Dr. Dre та МС Ren. Cube також отримав участь від Korn, оскільки вони з'явилися в його пісні «Fuck Dying» з Vol. 1. Багато шанувальників стверджували, що ці два альбоми, особливо другий, були нижчими за якістю, ніж його попередні роботи.
Ice Cube випустив свій сьомий сольний альбом, Laugh Now, Cry Later, у 2006 році. Альбом дебютував на 4 місці у Billboard 200 і розійшовся тиражем у 144,000 копій в перший тиждень. У записі альбому брали участь Lil Jon, Snoop Dogg та Скотт Сторч, який спродюсував сингл «Why We Thugs».
У 2008 виходить восьмий студійний альбом Ice Cube Raw Footage. До нього увійшов успішний сингл «Gangsta Rap Made Me Do It».
Дев'ятий студійний альбом Айс К'юба ppI Am The West]] вийшов 28 вересня 2010 року. Альбом дебютував на 22 сходинці Billboard 200 і продав 22,000 копій за перший тиждень. Реліз вийшов на його лейблі Lench Mob. На альбомі взяли участь його колеги по лейблу: WC, Young Maylay. Також були записані треки з його синами, OMG (означає Oh My Goodness) і Doughboy. До виходу платівки вийшло 4 синглу: «I Rep That West», «Drink The Kool-Aid», «She Could not Make It On Her Own» і «Too West Coast».
У листопаді 2012 року Cube опублікував більше деталей про свій майбутній десятий студійний альбом Everythang's Corrupt. Випустивши заголовний трек перед виборами 2012 року, він додав: «Ви знаєте, цей запис для політичних голів». Але випуск альбому було відкладено. 10 лютого 2014 року iTunes випустив із нього ще один сингл «Sic Them Youngins on 'Em», а наступного дня було знято музичне відео. Попри ще пару релізів пісень, реліз альбому був відкладений навіть після роботи Cube над фільмом 2015 року Просто із Комптона. Після заяви про випуск до 2017 року альбом нарешті вийшов 7 грудня 2018 року.
У 2020 році Cube створив супергурт Mount Westmore разом з Snoop Dogg, E-40 та Too Short. Дебютний альбом гурту вийшов 7 червня 2022 року.
22 листопада 2024 року Айс К'юб випустив свій одинадцятий студійний та перший за шість років альбом Man Down. Альбому передували сингли «It's My Ego», «Ego Maniacs (за участю Busta Rhymes та Killer Mike)» та «So Sensitive».

## Кар'єра у кіно
З 1991 року Айс Кьюб знявся майже в 40 фільмах, деякі з яких отримали високу оцінку. Деякі з них, такі як трилер 1992 року «Порушення кордонів» та військова комедія 1999 року «Три королі» — екшн-фільми. Проте більшість із них — це комедії, включно з кількома орієнтованими на дорослих, як-от франшиза «П'ятниця», тоді як більшість із них сімейні, як-от франшиза «Перукарня».

## Особисте життя
Одружений з Кімберлі Вудроф з 26 квітня 1992 року, мають чотирьох дітей. Двоє з його синів (О'Ші-молодший і Даррел) також стали реперами, відомими під іменами OMG і Doughboy, їх дебют відбувся на його альбомі I Am the West. О'Ші-молодший також зіграв свого батька у фільмі «Просто із Комптона». Через свого сина О'Ші Джексона-молодшого, у серпні 2017 року Айс К'юб став дідусем.
У 2017 році він запустив Big3, баскетбольну лігу 3 на 3 за участю колишніх гравців НБА. Айс К'юб є помітним фанатом команди Лас-Вегас Рейдерс, спочатку підтримував її під час перебування в Лос-Анджелесі з 1982 по 1994 рік. Використання N.W.A пам'ятних речей Raiders у поєднанні з історично грізною присутністю команди допомогло ще більше популяризувати імідж команди в хіп-хоп культурі на довгі роки. Айс К'юб також є фанатом команди Лос-Анджелес Доджерс. Він виступив на передматчевому шоу перед другою грою Світової серії 2024 року, а пізніше на святкуванні перемоги команди у Світовій серії на Доджер-Стедіум. К'юб також є відданим фанатом Лос-Анджелес Лейкерс.

## Нагороди
Двадцятого червня 2017 року Айс К'юб отримав іменну зірку на Голлівудській Алеї слави. Реперу / акторові дісталася 2614-та за рахунком зірка.

## Дискографія
Студійні альбоми
- AmeriKKKa's Most Wanted (1990)
- Kill At Will EP (1990)
- Death Certificate (1991)
- The Predator (1992)
- Lethal Injection (1993)
- War & Peace Vol. 1 (The War Disc) (1998)
- War & Peace Vol. 2 (The Peace Disc) (2000)
- Greatest Hits (Ice Cube) (2001)
- Laugh Now, Cry Later (2006)
- In The Movies (2007)
- Raw Footage (2008) (2008)
- I Am The West (2010)
- Everythang's Corrupt (2018)

У складі N.W.A
- N.W.A. and the Posse (1987)
- Straight Outta Compton (1988)

## Фільмографія
- «Хлопці по сусідству» (1991) — Дарин «Пончик» Бекер
- «Порушення кордонів» (1992) — Савон
- «Сі-бі-4: Четвертий підряд» — себе
- «Скляний щит» — Тедді Вудс
- «Вища освіта» — Фадж
- «П'ятниця» (1995) — Крейг Джонс
- «Небезпечна земля» (1997) — вуси Мадлазі
- «Анаконда» (1997) — Денні Річ
- «Клуб гравців» (1998) — Реджі
- «Я декого знаю» (1998) — контрабандист
- «Три королі» (1999) — старший сержант Чіф Елгін
- «Товщі води» (1999) — Слінки
- «Наступна п'ятниця» (2000) — Крейг Джонс
- «Привиди Марса» (2001) — Джеймс «Розруха» Вільямс
- «Все про Бенджамінів» (2002) — Букум
- «Перукарня» (2002) — Келвін Палмер
- «Ще одна п'ятниця» (2002) — Крейг Джонс
- «Крутний момент» (2004) — Трей
- «Перукарня 2: Знов у справі» (2004) — Келвін Палмер
- «Ну що, приїхали?» (2005) — Нік Персонс
- «Три ікси 2: Новий Рівень» (2005) — Даріус Стоун / xXx
- «Ми вже закінчили?» (2007) — Нік Персонс
- «Перше неділю» (2008) — Дьюрелл
- «Мізерний шанс» (2008) — Кертіс Пламмер
- «Бастіон» (2011) — Кайл Тімкінс
- «Мачо і ботан» (2012) — Діксон, капітан поліції
- «Мачо і ботан 2» (2014) — Діксон, капітан поліції
- «Шалений патруль» (2014) — Джеймс, детектив поліції
- «Книга життя» (2014) — Свічар
- «Шалений патруль 2» (2016) — Джеймс, детектив поліції
- «Махач вчителів» (2017) — Рон Стрікленд, шкільний вчитель
- «Три ікси: Реактивізація» (2017) — Даріус Стоун
- «Підлітки-мутанти Черепашки-ніндзя: Погром мутантів» (2024) — Супермуха